# Dinéault
Dinéault är en kommun i departementet Finistère i regionen Bretagne i västra Frankrike. Kommunen ligger i kantonen Châteaulin som tillhör arrondissementet Châteaulin. År 2022 hade Dinéault 1 858 invånare.

## Befolkningsutveckling
Antalet invånare i kommunen Dinéault
Referens:INSEE